# Alberto Borgerth
Alberto Borgerth (3 de dezembro de 1892 — Rio de Janeiro, 25 de novembro de 1958) foi um futebolista e remador brasileiro. Também foi presidente do Flamengo. Desde 2000 seu nome está eternizado na Calçada da Fama do Clube de Regatas do Flamengo.

## Biografia

### Nascimento e morte
Filho do Dr. José de Siqueira Alvares Borgerth (advogado, chefe de segurança de D. Pedro II no segundo reinado e Procurador-geral dos Feitos da Fazenda) e de dona Fánni Maria Borgerth.
Faleceu em 25 de novembro de 1958 no Rio de Janeiro em sua residência, à Rua Alexandre Ferreira, bairro do Jardim Botânico. Seu corpo foi velado no Flamengo, salão nobre da sede situada no Morro da Viúva. O féretro seguiu para o Cemitério São João Batista, onde foi sepultado no túmulo de sua família. Durante o cortejo, o caixão foi coberto com a bandeira do Flamengo. Jogou 45 jogos e converteu 21 gols pelo clube.

### Carreira esportiva
Em 1906, remou pelo Flamengo e jogou futebol no Rio Fotball Club, espécie de juvenil do Fluminense, sendo campeão de futebol por ele. Em 1910, começou a jogar no primeiro time do Fluminense, sagrando-se campeão carioca em 1911. No final de 1911, por causa de um desentendimento interno no clube, do qual foi pivô, passou para o Flamengo, que não tinha seção de desportos terrestres e fundou o Departamento de futebol.
Foi bicampeão carioca de futebol pelo Flamengo em 1914 e 1915, sendo o primeiro artilheiro do Flamengo e, em 1915, foi vice-campeão de remo também pelo Flamengo. Era atleta oficial do remo e do futebol do clube, mas, em 1915, abandonou a vida esportiva para se formar em Medicina.

### Presidência do Flamengo
Em 1927, o Flamengo vivia um momento político muito difícil, com a punição de ficar afastado dos campos por um ano, acabou renunciando. Em seu mandato, o Flamengo ganhou nove títulos em vários esportes diferentes, incluindo, futebol, basquetebol, polo aquático, tênis e atletismo.

### Coração Fla-Flu
Em entrevista ao jornal LANCE!-RJ em 14 de setembro de 2014, seu neto, Luiz Brandão, declarou que certa vez o avô lhe confessara que "seu coração era Fla-Flu".

### Outras atividades esportivas
- Grande benemérito do Clube de Regatas do Flamengo
- Membro do Superior Tribunal de Justiça Desportiva
- Diretor da Confederação Brasileira de Desportos (CBD), hoje Confederação Brasileira de Futebol (CBF)
- Membro do Conselho Nacional de Desportos (CND)
- Presidente da Federação Metropolitana de Futebol (FMF), hoje Federação de Futebol do Estado do Rio de Janeiro (FFRJ)
- Foi autor do primeiro gol oficial do estádio Joaquim Américo (Arena da Baixada). O Jogo realizado no dia 6 de setembro de 1914, amistoso entre Flamengo e Internacional, foi vencido pelo Flamengo pelo placar de 7 a 1.

## Títulos
Fluminense
- Campeonato Carioca: 1 (1911)

Flamengo
- Campeonato Carioca: 2 (1914 e 1915)